# ОШ „Бранко Радичевић” Разбојна
ОШ „Бранко Радичевић” у Разбојни, насељеном месту на територији општине Брус, једна је од установа основног образовања.

## Историјат
Школа у Разбојни отворена је 1927. године као одељење Основне школе у Дупцима и најстарија је школа на подручју Доњег Копаоника. Школа је радила првих десет година по приватним кућама, а већ 1937. године мештани су  изградили нову школску зграду, која је шест година касније запаљена од стране Бугара. 
Школа добија V разред школске 1949/50 године, а већ школске 1952/53 излази прва генерација ученика са завршеном малом матуром. Рад виших разреда  одвијао се у просторијама задружног дома у условима који нису били адекватни за одвијање наставе. Године 1969. на спрату дома направљено је шест учионица, а две године касније и мала сала са површином од 66m². Земљотрес 1980. године учинио је неупотребљивим просторије на спрату задружног дома као и зграду старе школе. 
Зграда нове школе се градила на имању Будимира Јочића, која је почела са радом 31. августа 1981. године. 
Године 2012. године школу је похађало 482 ученика који су били распоређени у осам разреда. Наставника је било 29, а помоћних радника 11.
Данас школа има укупно седам истурених одељења.